# Giulio Cesare
Giulio Cesare in Egitto ("Julius Caesar in Egypte") is een opera in drie aktes van Georg Friedrich Händel uit 1724.